# Lilo & Stitch (pel·lícula en imatge real)
Lilo & Stitch és una pel·lícula de ciència-ficció que és un remake d'imatge real del llargmetratge d'animació de Disney del 2002 amb el mateix nom. La pel·lícula està dirigida per Dean Fleischer Camp, escrita per Chris Kekaniokalani Bright i produïda per Dan Lin i Jonathan Eirich. És protagonitzada per Maia Kealoha com a Lilo Pelekai i el creador de Lilo & Stitch Chris Sanders repetint el seu paper de veu com Stitch de la pel·lícula animada original. El repartiment inclou Zach Galifianakis, Sydney Agudong, Billy Magnussen, Kaipo Dudoit, Courtney B. Vance i els membres del repartiment original Tia Carrere, Amy Hill i Jason Scott Lee.

## Actors
- Maia Kealoha com a Lilo Pelekai
- Chris Sanders com a Stich
- Zach Galifianakis com a Dr. Jumba Jookiba
- Billy Magnussen com a Pleakley
- Sydney Agudong com a Nani Pelekai
- Kaipot Dudoit com a David Kawena
- Tia Carrere com la Sra. Kekoa
- Courtney B. Vance com a Cobra Bubbles
- Jason Scott Lee
- Amy Hill